# Frignicourt
Frignicourt é uma comuna francesa na região administrativa do Grande Leste, no departamento de Marne. Estende-se por uma área de 9.7 km², e possui 1.846 habitantes, segundo o censo de 2018, com uma densidade de 190 hab/km².